# Francisco Armañá

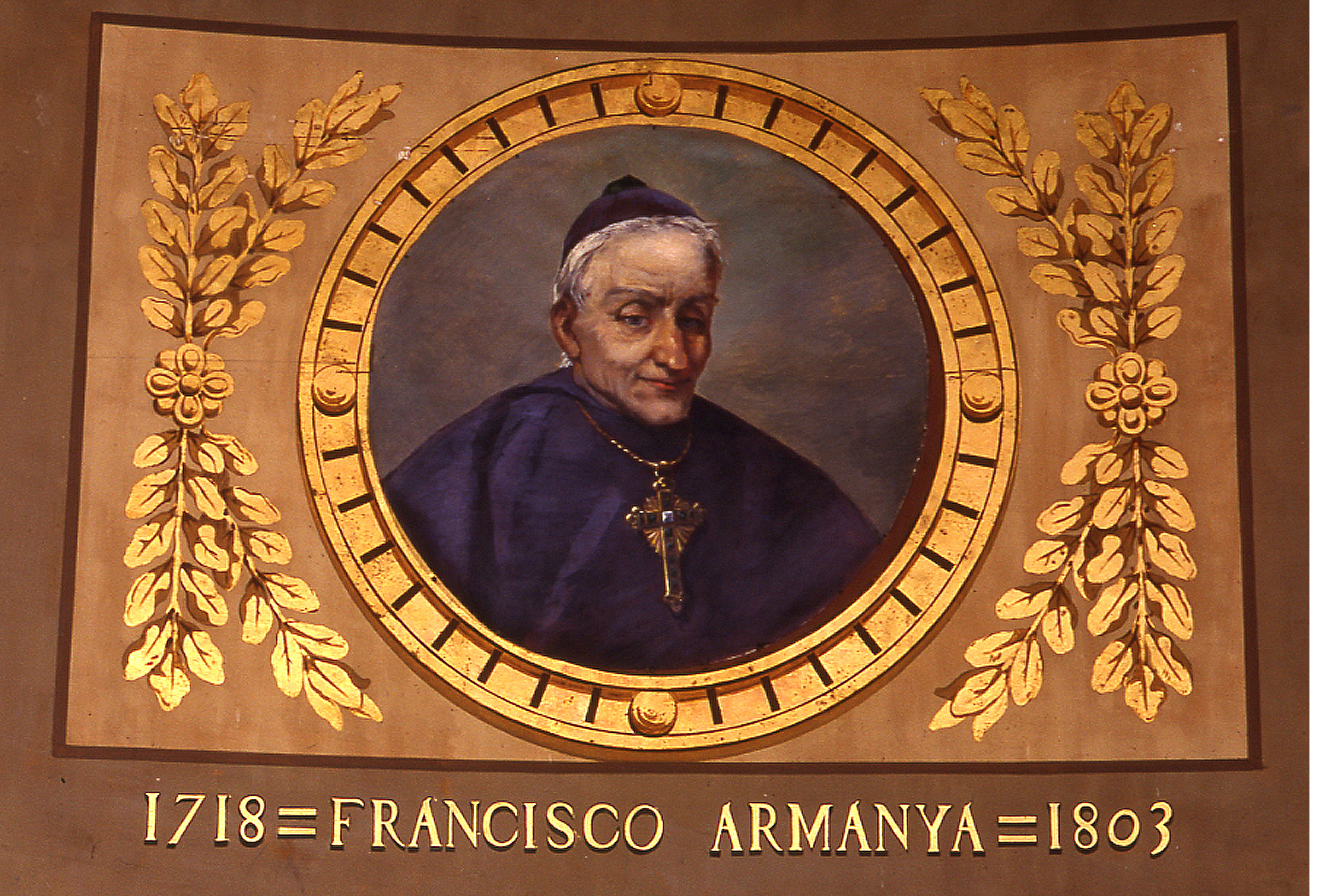
Retrato de Francisco Armañá en la Biblioteca Museo Víctor Balaguer.

Francisco Armañá Font, en catalán: Francesc Armanyà Font (Villanueva y Geltrú, 1718 - Tarragona, 1803) fue uno de los eclesiásticos de su tiempo que más defendió las ideas de la ilustración, razón por la cual se lo consideró un jansenista.

## Biografía
A los 14 años completó los estudios filosóficos en el convento domingo de Tremp, luego ingresó en la Orden de San Agustín (11 de junio de 1732). Fue examinador sinodal del obispado de Barcelona. Nombrado obispo lucense en 1768, emprendió una campaña en pro de la instrucción, tanto de sacerdotes como del pueblo, instituyendo escuelas gratuitas de enseñanza primaria. El 1784 impulsó la fundación de la Sociedad Económica de Amigos del País, de aquella ciudad. El año siguiente fue nombrado arzobispo de Tarragona y aquí también participó en la fundación de la Sociedad Económica. Colaboró en todas las obras públicas locales y acabó, con las rentas de la mitra, la reconstrucción del acueducto romano, que surtía de agua a la ciudad. Murió pobre y con fama de santidad en Tarragona el 4 de mayo de 1803.
La Biblioteca de Reserva de la Universitat de Barcelona conserva más de treinta obras que formaron parte de la biblioteca personal de Armanyà y algunos ejemplos de las marcas de propiedad que identificaron sus libros a lo largo de su vida.